# 건배!!
《カンパイ!! 》는 TOKIO의 23번째 싱글이다.

## 설명
- 외국 그룹 Bay City Rollers (en:Bay City Rollers)의 대표곡 〈Saturday Night (en:Saturday Night (Bay City Rollers song))〉을 리메이크 (일본에서는 커버했다고 표현).
- 멤버 5명 전원에 솔로 파트가 있다.
- 나가세 토모야를 제외한 멤버 4명의 코러스 작업을 하였다.
- 멤버가 합창하고 각자 솔로 파트가 있는 곡은 싱글 가운데에서는 이 곡뿐이다.

## 발매타입
- 초회반
- 통상반

## 타이업
- TBS 《진검승부!》 엔딩 곡
- TBS 《파이트TV24·하면 할 수 있지!》 엔딩 곡
- TBS 《C·C·C》 엔딩 곡
- 기린 라거맥주(Lager Beer) TV-CM

## 수록곡
1. カンパイ!!
  - 작사 : 오치마사토, Bill Martin, Philip Coulter
  - 작곡 : 여우치 켄이치, Bill Martin, Philip Coulter
  - 편곡 : 후나야마 모토오사무 / 나가미 타츠오
2. カンパイ!! -ベリーロック･バージョン-
3. カンパイ!!（Backing Track）
4. カンパイ!! -ベリーロック･バージョン-（Backing Track)